# Grodno (hrad)
Grodno (polsky Zamek Grodno, německy Kynsburg) je částečně zastřešený a částečně zřícený hrad v polském Dolnoslezském vojvodství, nedaleko českých hranic (přibližně dvanáct kilometrů od Broumovského výběžku). Hrad se nachází na hoře Choina (450 metrů nad mořem) ve stejnojmenné přírodní rezervaci Góra Choina při severozápadním okraji Sovích hor nedaleko malé obce Zagórze Śląskie v okrese Valbřich (Powiat wałbrzyski).
Hora Choina je jedním z kopců v údolí řeky Bystrzyce, které patří do Středosudetské oblasti. Dnes je hora plně zalesněna (převážně listnatým) lesem, takže areál hradu není téměř vidět a návštěvník stavbu spatří až po (nepříliš náročném) výstupu z blízké obce Zagórze. Cesta končí na plošince před obnovenou bránou dolního hradu. Celý areál je jedním z největších hradních okrsků ve Slezsku. V 16. století prý bylo Grodno považováno za největší hrad Slezska, čímž by předstihlo i nedaleký hrad Książ, který se tradičně oslavuje jako král slezských hradů.
Hrad Grodno se postupně stavebně vyvinul od nevelkého hradu v mohutnou goticko-renesanční  pevnost dlouhou 170 metrů a s obvodem hradeb 400 metrů. Areál této pevnosti tvoří starší tzv. horní hrad a mladší tzv. dolní hrad. Původní vzhled si renesanční stavba zachovala jen do první poloviny 17. století, avšak i nadále byla nákladně udržována jako honosné panské sídlo. Teprve v poslední třetině 18. století se areál hradu začal postupně proměňovat ve zříceninu.
Některé objekty či jejich části však byly již v 19. a poté ve 20. století uvedeny do původního stavu – tj. zastřešeny, obnoveny v interiérech, štítech, atikách i v bohaté sgrafitové výzdobě fasád – což se týká především vstupních objektů na mladším předhradí ze 16. století (dolní hrad). V důsledku tohoto kroku se zde můžeme obdivovat vedle romantického exteriéru i četným historicko-uměleckým exponátům. Ty patří místnímu regionálnímu muzeu, které bylo na hradě poprvé otevřeno již v roce 1904. Objekt je jednou z historických atrakcí slezského regionu.

## Problémy s názvem

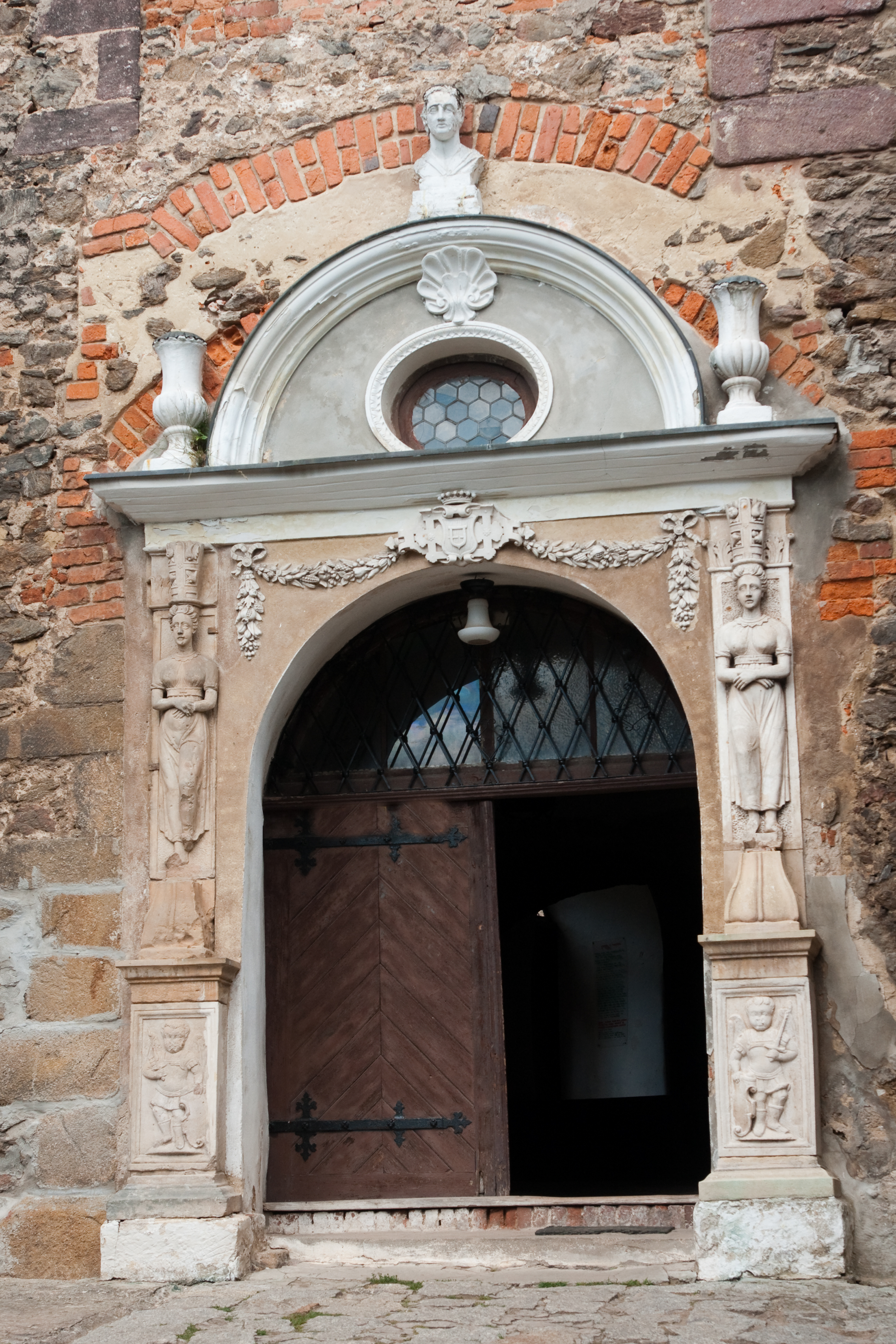
Jeden z cenných renesančních portálů v bráně paláce horního hradu

Hrad se původně nazýval německy Kynsburg podle názvu vedlejší vsi Kynau (po roce 1945 přejmenována na Zagórze Śląskie). Ta se nazývala původně slovansky jako Chojna, Chojnów, Choina a německy jako Kynau, z čehož se odvodil i prapůvodní středověký název pevnosti Kynsburg. Ves Kynau se v originálu ovšem v němčině nazývala Königsberg, tj. Králova Hora, z čehož zkomolením vzniklo ono zkrácené Kynau, které se poté objevilo v názvu hradu. Název hradu Kynsburg by se tedy dal česky přeložit jako Králův hrad. Již před staletími se ale objevoval pro hrad alternativní (avšak méně častý) název Kynsberg či Kinsberg, což lze přeložit jako Králova Hora. Jméno hradu mělo odkazovat k jeho založení polskými královskými princi z rodu Piastovců. Teprve v roce 1965 byl objekt přejmenován polskými úřady na dnešní Grodno.

## Nejstarší historie
O hradu a o jeho původu se dodnes v Polsku traduje mnoho pověstí. Hrad měl založit již v roce 800 uprchlý anglický rytíř a hradní zdivo prý ukrývá velký poklad. Také po jeho hradbách (podobně jako u některých objektů v Česku) se prý dodnes prochází Bílá paní z Grodna, patřící k nejproslulejším zjevením v celém Slezsku. Podle některých legend byl hrad vystavěn jako menší pevnost již v roce 1189 slezským knížetem Boleslavem I. Vysokým. Místo se totiž nacházelo poblíž (asi jen 10 km jihozápadně) od rezidenčního města Svídnice, ve kterém tehdy vládla Boleslavova rodina. Historici však tuto písemně a nálezově nepodloženou teorii odmítají.
Oblast dnešního Slezska se od poloviny 11. století nacházela v rukou polského státu. Usídlila se zde piastovská rodová větev, která se dále větvila. Aby se potomci slezských knížat takto trvale společensky a materiálně zajistili, bylo území bohatého a poměrně lidnatého Slezska postupně děleno na mnoho větších i menších údělných knížectví. Hrad podle průzkumů zbudoval až na přelomu 13. a 14. století svídnicko-javorský kníže Boleslav I. Surový z rodu Piastovců (1254–1301), který tehdy budoval síť obranných a strategicky položených pevností vůči silnějšímu českému státu. Hrad byl tedy namířen proti Čechám, odkud mohl přijít vojenský útok a měl chránit od jihu blízkou knížecí rezidenci ve Svídnici. Předpokládá se, že hrad vznikl nejspíše v devadesátých letech 13. století, v době, kdy tehdejší rozdrobené Polsko začal sjednocovat český a následně i polský král Václav II.
První písemný důkaz o hradu však pochází až z roku 1315, kdy se na hradě jako knížecí purkrabí připomíná pán z Haugwic. V Čechách tehdy vládl ani ne dvacetiletý Jan Lucemburský a v Polsku jako jeho (nakonec vítězný) protikrál – Piastovec Vladislav Lokýtek. V té době patřil hrad stále svídnicko-javorským knížatům, kteří byli zapojeni do vojensko-politického konfliktu zmíněných panovníků, aby se nakonec přidali (pro ně k více výhodné) české straně. I díky této skutečnosti získali první čeští Lucemburkové celé Slezsko, které bylo opětovně připojeno k českému státu. Již v první polovině 14. století za vlády svídnicko-javorského knížete Boleslava II. Malého byl hrad rozšířen ve své horní části a v dalším století se dočkal dalších úprav.

## Stavební podoba ve 14. století
Areál hradu (dnešní horní hrad) byl Bolkem I. založen na užším polygonálním půdorysu. Pro jeho zbudování bylo vybráno dobře hajitelné a zároveň těžce přístupné úzké místo na skalním ostrohu hory Choina v údolí řeky Bystrzyce (německy Weistritz). Na jihu a na východě spadá hora Choina do hluboké rokle, ve které se vine řeka Bystrzyca. Hradu ve 14. století dominovala na jihu při vstupu předsunutá obranná věž. V jihovýchodním nároží opevnění byla umístěna vstupní brána, kterou zabezpečoval padací most nad vyhloubeným suchým příkopem. Uvnitř areálu, přistavěl kníže k hradbám dva zděné obytné paláce. Při těchto budovách a mezi bránou se rozkládalo rozlehlé nádvoří, na kterém byla do skály vytesána cisterna na vodu. Jiný zdroj vody tehdy na hradě neměli, proto byla cisterna dlouho důležitým bodem celého hradu. V hradu se nacházely i dřevěné hospodářské budovy a při hradbách několik menších věží. Původní středověké jádro hradu mělo rozměr jen asi 950 metrů čtverečních, což se vyrovná dnešnímu středně velkému stavebnímu pozemku pro dům a zahradu.

## Přehled majitelů
Původními majiteli byla dynastie Piastovců v linii svídnicko-javorských knížat, kterým hrad patřil až do druhé poloviny 14. století. V témže století, v období vlády Karla IV., hrad spolu s celým Svídnicko-javorským knížectvím odpadl od Polska a stal se součástí Koruny české. Přímým majetkem českých králů z dynastie Lucemburků se ale stal až po vymření zdejších Piastovců v roce 1392, v důsledku sňatku krále Karla IV. se zdejší dědičkou Annou Svídnickou. Tehdy zemřela vdova po posledním zdejším piastovském knížeti Anežka Habsburská. Hrad poté přestal hrát roli významné strategické pevnosti.
Vlastním majetkem českého panovníka však byl jen krátce. Od přechodu do majetku českých králů bylo panství řízeno jako královská zástava provinčními královskými hejtmany. V době husitských válek už byl trvale zastavován různým šlechticům. Stal se i sídlem loupeživého panstva, neboť moc českého krále Zikmunda Lucemburského se v době občanské války i v této oblasti velmi omezila a prakticky zde neexistovala. Místní královští úředníci neměli dostatek prostředků k potlačení šlechtických loupežníků a byli nuceni je poměrně dlouho tolerovat. Takovým loupeživým pánem, který se svými rotami terorizoval kraj jižně od Svídnice byl mezi lety 1443 až 1450 Jiří (Georg) z Mühlheimu. Po něm získal hrad v zástavu Heřman Cetrys z Kynšperka (německy Herrmann von Czettritz, polsky z Czetrys), který zemřel roku 1454. Tento držitel panství byl přívržencem českých husitů, díky čemuž se mu dařilo bránit jejich útokům na své majetky.
V držení rodu Cetrysů z Kynšperka byl hrad až do 16. století. Stále však jen jako zástavní panství. Posledním potomkem Cetrysů ze zdejší linie byl pan Jeroným Cetrys. Ten prodal v roce 1535 panství baronovi Kryštofovi z Hochbergu (dnes rod knížat von Hochberg-Pless). Tak se Kynsburg-Grodno dostal krátce do vlastnictví jednoho z nejslavnějších panských rodů celého Slezska i pozdějšího Pruska. Rod Hochbergů v tomto období již po generace patřil mezi nejmocnější aristokratické rodiny Svídnicko-javorského knížectví. Budoucí knížata von Hochberg-Pless, jejichž hlavním sídlem byl od počátku 16. století blízký hrad Książ, však byli majiteli panství jen krátce. Už v roce 1545 totiž český a uherský král Ferdinand I. Habsburský vyslyšel žádost svého vysokého úředníka pana Matyáše (někdy se píše i jako Matěj) z Logova (německy Matthias von Logau) a přikázal výhodně položené a dostatečně rozlehlé panství předat do jeho rukou.
Tak se zástavní panství českých králů i s hradem dostalo do rukou bohatého a významného rodu pánů (baronů) z Logova (německy von Logau, někdy také von Lőgen, polsky z Lagowa). Z tohoto rodu pocházeli někteří správci – hejtmané různých slezských knížectví, vratislavský biskup Kašpar z Logova i jiní vysocí úředníci ve Slezsku. Páni z Logova přestavěli hradní okrsek do dnešní podoby, neboť starý knížecí hrad byl (díky častým zástavám) zanedbaný, a ač byl výstavný, již nepostačoval požadavkům na reprezentativní a pohodlné panské bydlení. Nákladnou přestavbu zahájil již pan Matyáš z Logova, který byl královským hejtmanem svídnicko-javorského knížectví a tudíž zástupcem českého panovníka v tomto regionu. Poněvadž český král zde téměř nikdy nepobýval, byl prakticky prvním mužem knížectví. I proto potřeboval vhodnou a výstavnou residenci a poněvadž los výběru padl na Kynsburg-Grodno, rozběhla se již po roce 1545 přestavba od základů. Po smrti pana Matyáše (Matěje) pokračoval v přestavbách do roku 1587 jeho syn Jiří, kterému v dobudování rodové residence vypomohl i jeho bratr vratislavský biskup Kašpar. Obrovské náklady na přestavbu však rodinu Jiřího z Logova finančně vyčerpaly. Z tohoto důvodu byla vdova po posledním Logovi nucena panství (s hrado-zámkem) na konci 16. století prodat. Panství tak pro další generaci pánů z Logova neudržela a i se svými dětmi musela odejít. Bylo to o to více osudově paradoxní, neboť doposud zástavní panství se královým rozhodnutím stalo konečně roku 1602 svobodným zemským statkem. S ním mohla šlechta zcela svobodně nakládat a nemusela se již obávat, že panství (tj. zástavu) královská komora opět vyplatí, a tak o něj majitel opět přijde. V následujících dvou staletích se zde vystřídaly další šlechtické rody, které však stavbu již významněji neobohatily. Největší sláva hradu s odchodem pánů z Logova skončila.
Z významnějších rodin zde sídlil v 17. století např. panovnický rod říšských hrabat z Hohenzollern-Sigmaringen či svobodní páni ze Strachowic a v polovině 18. století páni z Liers. V 18. století byl také hrad s panstvím násilně odtržen spolu s většinou Slezska od českého státu v důsledku vojenské anexe ze strany pruského krále Fridricha II. Velikého. Od roku 1742 tak patřil k Pruskému království, které se stalo roku 1871 součástí Německé říše (císařství a od roku 1918 republiky).
V 19. století se zde vystřídalo opět několik vlastníků. V letech 1823–1824 hrad dokonce vlastnili zdejší občané, kteří jej ale měli v úmyslu srovnat se zemí. Následně hrad vlastnil profesor Büsching, poté hrabě von Burghaus a nakonec jej získali v roce 1852 svobodní páni ze Zedlitz-Neukirchu (též von Zeidlitz). Rod pánu von Zeidlitz (v České republice je najdeme pod jménem Žejdlicové ze Šenfeldu, někdy i jen jako Zejdlicové) byl již od středověku úzce spjat s českým státem, kde také sídlil. V samotném Slezsku se rod řadil k předním a k nejstarším v zemi. Některé ze svých statků měl i v kraji kolem Grodna. Hrad tak na sklonku své „feudální kariéry“ získal opět velmi významného vlastníka. V rukou zdejší (neukirchenské) linie baronů von Zeidlitz zůstal hrad až do druhé světové války.
S postoupením Slezska v roce 1945 obnovenému polskému státu, připadl hrad Kynsburg-Grodno opětovně Polsku a stal se státním majetkem. Od počátku roku 2009 je majetkem blízké obce Walim, která o něj vzorně pečuje a také propaguje.

## Hrad po renesanční přestavbě pány z Logova
V průběhu středověku se hrad sice rozšiřoval, ale až ve druhé polovině 16. století za pánů z Logova byl razantně přestavěn a rozšířen. V období renesance vznikla dnešní dlouhá, ale poměrně úzká zástavba hradu.
K původnímu jádru hradu svídnicko-javorských knížat (horní hrad) byla tehdy přistavěna delší vstupní šíje hradeb a budov s vnější bránou a novým obytným patrem. Byla taktéž zbudována charakteristická osmiúhelníková nástavba hlavní obranné věže horního hradu, která se již na dálku stala typickým znakem tohoto hradu. Kromě toho uzavřelo starý hrad i nové předbraní. Zároveň bylo rozšířeno západní předhradí (dolní hrad), kde vzniklo nové úzké delší nádvoří (dolní nádvoří). Toto nádvoří hájilo pět nových bašt a při severozápadní stěně byla zbudována dvoupodlažní obytná budova brány, která se dodnes dochovala. Na dolním nádvoří vznikly i další (především) provozní objekty a také hradní pekárna či lázně. Většina těchto staveb však byla v budoucnu zničena.
Hradní paláce byly podél původních gotických hradeb rozšířeny, přistavěny a zvýšeny a jejich fasády byly ukončeny umělecky zdobenými štíty, vikýři či nástřešními atikami. Ty se objevily i u hradebních zdí. Toto nákladné zakončení fasád hrad opticky sjednocovalo, zároveň jej zvyšovalo, a také ho umělecky dozdobilo. V roce 1570 byly dostavěné objekty areálu ozdobeny (pro Kynsburg-Grodno) charakteristickými bohatými sgrafity s rostlinnými, geometrickými a figurálními ornamenty. Sgrafita jsou barevná, a tak působí ve srovnání s černo-bílým provedením českých sgrafit poněkud překvapivě. Hrad dozdobily v exteriérech i jiné cenné architektonické detaily (jako římsy, ostění, portály atp.). Mezi nimi vynikají renesanční portály vytesané z pískovce. Ty například najdeme v horních prostorách hradu či u všech hradních bran. Mezi nejskvostnější ve Slezsku patří i pískovcový (bohatě zdobený) portál předsunuté brány do horního hradu. Tento skvost z doby kolem roku 1570, završuje nádherně vytesaný císařský orel–- hlavní erbovní znamení tehdejšího českého panovníka Maxmiliána II., jakožto římsko-německého císaře.
Poněvadž se původní hradby horního hradu staly z velké části součástí palácových staveb, muselo být přikročeno k výstavbě nového obranného prstence vnějších hradeb. Ty zesilovaly na některých příhodných místech bašty. Objekt je od těch dob 170 metrů dlouhý a jeho hradby na délku měří 400 metrů.
V důsledku přestavby vznikl nad říčkou Bystrzycí dobře hájitelný hrad, jenž díky své výzdobě a honosnosti spíše připomínal zámek. Byl vyzdoben i v interiérech. Z tohoto bohatství však do dnešních časů zbylo jen málo.

## Hrad během 17. století
Hrad Grodno zažil sice svojí největší slávu v druhé polovině 16. století za pánů z Logova (von Logau), ale dobře se mu vedlo i počátkem století následujícího. Po pánech z Logova držel v letech 1596–1601 statek (v exilu žijící) valašský kníže Michal Chrabrý. Následně panství získal v roce 1607 hrabě Jan Jiří z Hohenzollern-Sigmaringen, který pocházel z vedlejší linie braniborského a pruského panovnického rodu. Hrabě si zvolil reprezentativní a Kynsburg za své stálé sídlo. Tato pokračující zlatá éra však skončila v období třicetileté války. Tehdy nastal konec zdejšímu klidu a idyle. Hrad byl jednoho dne[kdy?] dobyt švédskými jednotkami a byl těžce poničen. Některé části byly dokonce téměř zničeny. V důsledku zničení odešel z těchto míst i starý hrabě Jan Jiří. Jeho potomci panství prodali. V roce 1679 vypukla v důsledku panského útlaku vzpoura poddaných rolníků, kterou velmi brutálně potlačil tehdejší majitel panství baron Jiří Eben ze Strachowic. Brzy poté v roce 1686 uhodil do hlavní osmiboké věže blesk, kterou se jen s obtížemi podařilo zachránit. Aby neštěstí nebylo dost hrad v roce 1689 z části vyhořel, byl však ještě obnoven a náležitě udržován jako honosný panský zámek. V následujících desetiletích se zde často střídali majitelé a v období 18. století nastal jeho definitivní soumrak.

## Hrad během 18. století
Když v roce 1754 (tj. v době záboru českého Svídnicka Pruskem) získali hrad páni z Liers, rozhodli se hrad stále udržovat. Avšak v roce 1774 své rozhodnutí přehodnotili. To byl počátek zkázy areálu hradu. Rozlehlé a nákladné sídlo přestalo být (zřejmě z finančních důvodů) pány z Liers obydleno. Hrad Kynsburg-Grodno od toho roku obývali již jen panští služebníci a další zaměstnanci a stavba se pro nedostatek údržby měnila vlivem drsnějšího klimatu a statických poruch v mohutné romantické rozvaliny. Tento proces pokračoval rychle, již v roce 1789 se zřítily některé rozsáhlé úseky hradních paláců, následně se začalo rozpadat celé jižní průčelí jádra a zřítilo se částečně i vnitřní gotické nádvoří Horního hradu. V dalších letech se bohužel rozpad urychlil i v západních částech.

## Záchrana hradu v 19. století
V důsledku napoleonských válek a ekonomických problémů se panství v dnešním Zagórzi (Kynau) dostalo definitivně počátkem 19. století do úpadku. Proto bylo pod tlakem věřitelů v roce 1819 rozděleno na několik dílů. Nyní hradu hrozil naprostý zánik, neboť v roce 1823 jej koupili místní rolníci. Ti jej rozhodně netoužili zachovat, neboť ve stavbě neviděli cennou památku, nýbrž jen použitelný materiál. Velkolepou stavbu se chystali rozebrat a materiál z ní zpeněžit či použít na svá hospodářství. Naštěstí se na scéně objevil vratislavský archeolog, archivář, germanista a folklorista profesor Johann Gustaw Gottlieb Büsching (1783-1829). Ten začal bojovat proti rozebrání hradu a v roce 1824 docílil, že mu pruský královský soud udělil památku do doživotního používání. Nový majitel nechal hrad otevřený návštěvníkům a začal shánět prostředky na nutné záchranné práce, ve kterých pokračoval v letech 1840-1852 nový vlastník Frederick hrabě von Burghaus (zemřel roku 1855) a následně až do konce svého života v letech 1860-1907 baron Maxmilián von Zedlitz-Neukirch (von Zeidlitz).
Historie milovný vědec Büsching inicioval záchranné práce, které vedl odborně vzdělaný stavební mistr Schlossen z nedaleké obce Walimi. Nový majitel obětoval hradu část vlastního nemalého jmění, ale památky si příliš neužil, neboť v roce 1825 těžce onemocněl a brzy nato roku 1829 zesnul. Protože hrad byl již v té době velmi poškozen, byl celý v podstatě ve zříceninách a poněvadž práce stály obrovské finanční prostředky, vlekla se rekonstrukce hradu po celé 19. století a nikdy nebyla dle původních záměrů dokončena. Za baronů ze Zedlitz došlo tak k omezení plánované rekonstrukce, která měla hrad dostat nikoliv do podoby kompletně obnoveného sídla, nýbrž již jen do podoby romanticky vyhlížející polozříceniny. Majitelé museli přikročit k omezené formě rekonstrukce. V rámci rekonstrukce se však podařilo zachránit v hodině dvanácté cenné části a detaily rozpadající se stavby, které byly odborně zrestaurovány či vyměněny. Hrad byl v 19. století částečně (naštěstí poměrně málo) i regotizován, aby se co nejvíce přiblížil představám o romantickému středověku. To se např. odrazilo v předsunuté vstupní bráně do horního hradu. V rámci rekonstrukce byly kvůli narušené statice zesíleny hradby a některé stěny paláců, které byly vyspraveny novými zdmi či pilíři. Částečně bylo zrekonstruováno dlouhé vnější opevnění a částečně byla obnovena v dolním hradě i dožívající či již téměř setřená sgrafitová výzdoba vstupní brány či sousední atiky hradeb. Díky rekonstrukci se do původních (i když pozměněných) linií v podstatě vrátilo předhradí (dolní hrad), zatímco středověké jádro (horní hrad) se nikdy nepodařilo zcela opravit. Protože jeho střechy nemají původní tvar a jsou jen nad některými podlažími, a také mnohá okna nejsou dodnes osazena, připomíná horní hrad dodnes tajemnou zříceninu z počátku 19. století.

## Hrad ve 20. století
V důsledku prací se hrad podařilo dostat během cca 80 let do natolik dobrého stavu, že byl v roce 1904 otevřen veřejnosti jako cenná památka slezského goticko-renesančního umění a historie. Je velkou zásluhou rodu von Zedlitz, že hrad byl definitivně zachráněn. V uvedeném roce 1904 byla v rámci dolního hradu uvedena do provozu i turistická ubytovna s polodřevěnou výletní hospodou a letním divadlem. Na hradě bylo v horním hradu otevřeno bohaté hradní muzeum, v jehož sbírkách byl cenný nábytek, obrazy, tapiserie, staré zbraně, rytířská brnění či nádobí ze sbírek rodu Zedlitzů. To vše bylo instalováno ve velmi romantizujícím pojetí v přebohatě zdobených síních, jak nám ukazují zažloutlé fotografie. V letech 1929–1945 probíhala modernizace tohoto muzea. Druhou světovou válku (1939–1945) hrad přežil dlouho nepoškozen, avšak na sklonku války v roce 1945 byl v důsledku totálního zhroucení německého státu vyrabován neznámými útočníky. Mnoho z věcí hradního zedlitzkého muzea, včetně drahocenného nábytku, obrazů, tapisérií či brnění bylo ukradeno nebo zničeno. Takže dnešní zařízení sálů je mnohem chudší a mnohé prostory jsou jen náznakově vybavené, než tomu bylo před vykradením muzea.
Hrad byl následně baronům ze Zedlitz zkonfiskován a přešel do rukou těžce zkoušeného Polska. Od padesátých let 20. století převzalo hrad blízké valbřišské muzeum a na hradě začaly probíhat nové záchranné a rekonstrukční práce, které areál dostaly do dnešního velmi solidního stavu. V objektu se tak setkáme jak s obnovenými a zastřešenými stavbami, tak s částečně zřícenými, ale dobře zabezpečenými budovami paláců a hradeb. Po nejnutnější rekonstrukci (v roce 1964 byly např. nákladně opraveny střechy) bylo v roce 1965 otevřeno na hradě opět muzeum. Na hradě se usídlilo Regionální muzeum turistického sdružení PTTK, které vzniklo rozdělením jeho centrály v blízkém krajském městu Valbřichu. U příležitosti otevření získal hrad svůj dnešní název Grodno.
V hradním muzeu jsou umístěny vykopávky a předměty vážící se k historii hradu, dále obrazy (především z 18.–19. století), nábytek, historické zbraně a řada dalších exponátů. V nových poměrech po roce 1989 se začal shánět nový majitel, který by hrad dokázal udržet otevřený pro širokou veřejnost. Takovým zájemcem se stala v roce 2008 obec Walim, která hrad převzala do svého majetku v lednu 2009. Obec Walim zde pořádá četné kulturní akce pro veřejnost, díky čemuž je hrad stále více vyhledáván návštěvníky. Z hlavní hradní věže se turistům otvírá úžasný výhled po širokém okolí Sovích hor se záplavou lesů. Hrad je pro návštěvníky otevřen v návštěvních hodinách.